# Надрибе-Двур
Надрибе-Двур (пол. Nadrybie-Dwór) — село в Польщі, у гміні Пухачув Ленчинського повіту Люблінського воєводства.
Населення — 195 осіб (2011).

## Демографія
Демографічна структура станом на 31 березня 2011 року:
|          | Загалом | Допрацездатний вік | Працездатний вік | Постпрацездатний вік |
| -------- | ------- | ------------------ | ---------------- | -------------------- |
| Чоловіки | 90      | 23                 | 62               | 5                    |
| Жінки    | 105     | 28                 | 59               | 18                   |
| Разом    | 195     | 51                 | 121              | 23                   |